# Liste d'abbayes augustiniennes
Cet article répertorie les abbayes augustiniennes actives ou ayant existé, et en fait également les monastères et prieurés indépendants. Il s'agit des établissements de religieux (chanoines réguliers, chanoinesses régulières) suivant la règle de saint Augustin, à l'exclusion des Prémontrés, des Croisiers, des Antonins, de l'ordre de Notre-Dame du Mont-Carmel et de Saint-Lazare et des Teutoniques.
Ces abbayes ont formé, a différentes époques, des congrégations ou des groupements, dont les principaux sont :
- la congrégation d'Arrouaise (Arroasiens)
- les chanoines réguliers du Mont-Saint-Éloi
- les chanoines réguliers d'Hérival, en Lorraine (?-1747)
- la congrégation de Saint-Ruf (Rufiniens)
- les chanoines réguliers de Saint-Quentin de Beauvais
- la congrégation de France, dont le centre était l'abbaye Sainte-Geneviève de Paris (Génovéfains)
- la congrégation de Chancelade
- la congrégation d'Abondance
- la congrégation du Val-des-Écoliers (1201-1637)
- la congrégation de Pébrac
- le groupement de la Roë
- le groupement de Bourg-Achard
- le groupement de Marbach (1089-1464)
- la congrégation de Notre-Sauveur
- la congrégation de Saint-Victor (Victorins)
- la congrégation de l'Immaculée-Conception
- la congrégation de Windesheim
- les Chanoines réguliers de Marie Mère du Rédempteur[1].
- les Chanoines réguliers de l'Immaculée Conception[2].

Les congrégations actuelles sont réunies dans une Confédération  des chanoines réguliers de saint Augustin.
Les dates indiquées entre parenthèses correspondent au début et à la fin du statut d'abbaye augustinienne, mais ne coïncident pas obligatoirement avec la création et à la disparition du monastère.
Ne figurent pas dans cette liste les prieurés dépendant des abbayes citées.
Les abbayes augustiniennes en activité sont signalées en caractères gras.

## Allemagne
- Abbaye de Backnang
- Abbaye de Beuerberg

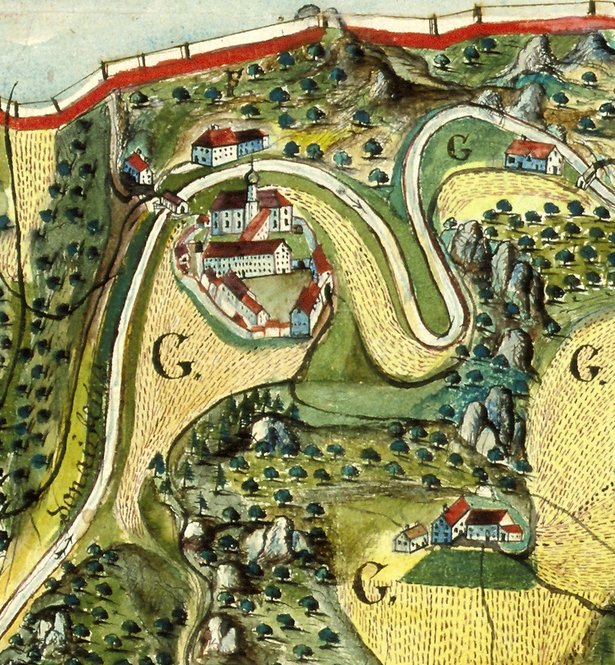
Abbaye de Beuron au XVIII

- Abbaye de Beuron, devenue bénédictine en 1863 (Beuron).
- Abbaye de Buchau (de)
- Abbaye de Mosbach
- Abbaye de Neresheim
- Abbaye de Paring
- Abbaye de Polling
- Abbaye de Schlehdorf
- Abbaye de Wettenhausen

## Autriche
- Abbaye de Dürnstein

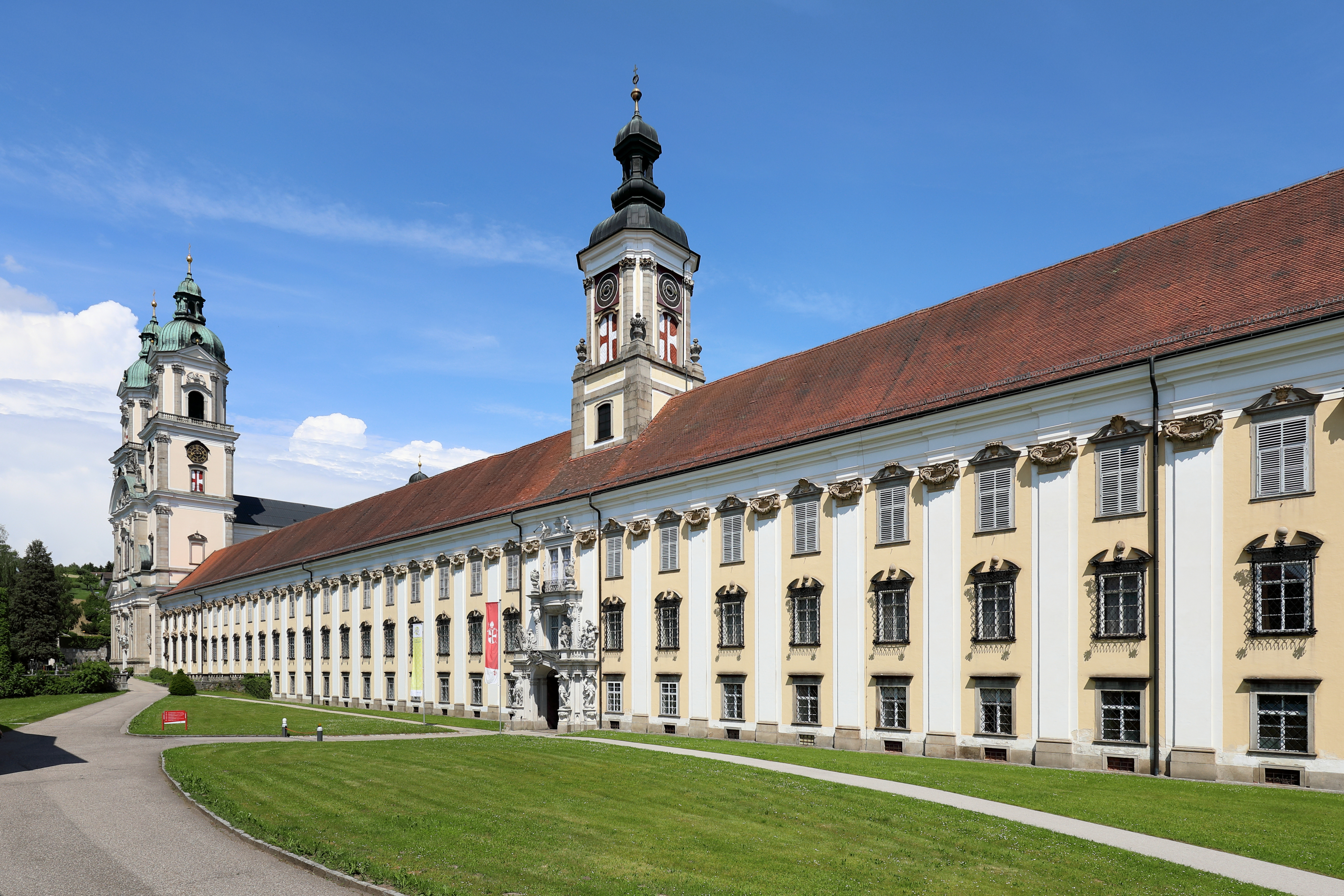
Abbaye de Saint-Florian, près de Linz

- Abbaye de Klosterneuburg (Klosterneuburg, Basse-Autriche)
- Abbaye de Saint-Florian
- Abbaye de Säben

## Irlande
- Abbaye de Ballintober
- Abbaye de Banada
- Abbaye de Bridgetown
- Abbaye de Cahir
- Abbaye de Canon Island
- Abbaye de Clare
- Abbaye de Cork
- Abbaye de Dungarvan
- Abbaye d'Errew
- Abbaye de Ferns
- Abbaye de Grâce-Dieu
- Abbaye d'Inchmacnerin
- Abbaye d'Innisfallen
- Abbaye d'Inishmaine
- Abbaye de Killagha, Milltown, comté du Kerry
- Abbaye de Killone
- Abbaye de Molana
- Abbaye de Monaincha
- Abbaye Saint-Thomas de Dublin, chanoines réguliers de Saint Victor[4]
- Abbaye Sainte-Catherine de Monisternagallieghduff, chanoinesses
- Abbaye de Murrisk
- Abbaye de Rathkeale
- Abbaye de Selskar
- Abbaye Sainte-Marie de Trim

## Italie
- Abbaye Sainte-Marie de Vezzolano (Albugnano, Piémont

## Pays-Bas
- Abbaye de Rolduc, Kerkrade, Limbourg.

## Pologne
- Abbaye de Czerwinsk (1148-?)
- Abbaye Sainte-Marie de Zagan (Silésie)

## Royaume-Uni

### Angleterre
- Abbaye de Bourne
- Abbaye Saint-Augustin de Bristol (Bristol, Somerset)
- Abbaye de Bruton (1511-?)
- Abbaye de Cirencester
- Abbaye de Dale
- Abbaye de Dorchester
- Abbaye d'Haughmond (1155-?)
- Abbaye Sainte-Marie de Kenilworth (1447-?) (Kenilworth, Warwickshire)
- Abbaye de Lacock, chanoinesses (Wiltshire)
- Abbaye de Leicester
- Abbaye de Northampton
- Abbaye d'Osney (1154-?) (Osney)
- Abbaye de Thornton (1148-?) (North Lincolnshire)
- Abbaye de Waltham (Essex)
- Abbaye de Wigmore

### Écosse
- Abbaye Sainte-Marie de Cambuskenneth[5].
- Abbaye d'Holyrood
- Abbaye d'Inchaffray
- Abbaye d'Inchcolm
- Abbaye de Jedburgh (Roxburghshire)
- Abbaye de Scone

### Irlande du nord
- Abbaye de Bangor
- Abbaye de Devenish Island
- Abbaye de Lisgoole

### Pays-de-Galles
- Abbaye de Bardsey

## Suisse
- Abbaye de Cazis
- Abbaye d'Interlaken
- Abbaye de Kleinlützel (Kleinlützel, canton de Soleure)
- Abbaye de Kreuzlingen (Kreuzlingen)
- Abbaye de Saint-Maurice d'Agaune

## République tchèque
- Les chanoines reguliers (C.R.S.A.): Roudnice nad Labem (1333-1784), Jaroměř (1349-1450), Praha Karlov (1350-1784), Rokycany (1362), Sadská (1367), Třeboň (1367-1566; 1662-1785), Lanškroun (1371-1497 Olomouc), Šternberk (1371-1775), Fulnek (1389-1784), Prostějov (1391-1540), Olomouc (1434-); Borovany (1455-1785)
- Les Augustins déchaux (O.A.D.): Abbaye Saint-Thomas Prague (1285-1950), (1990- ); Domažlice; Zaječov-Svatá Dobrotivá; Mělník-Pšovka
- Les augustins (O.S.A.): Abbaye Saint-Thomas de Brno (1350-1783), (1990-2015)

## Sources
- Gaussin (Pierre-Roger), Les cohortes du Christ, Ouest-France
- Les ordres religieux, la vie et l'art (sous la direction de Gabriel Lebras)